# Old West Salem City Hall
Die Old West Salem City Hall wurde 1935 im Art-déco-Stil errichtet und war das Rathaus von West Salem in Oregon, bis diese Ortschaft 1949 mit Salem, der Hauptstadt des Bundesstaats, zusammengelegt wurde. Die letzte Sitzung des Stadtrats von West Salem fand am 7. November 1949 statt. Die öffentliche Bibliothek Salems war vom 17. Oktober 1957 bis 1987 in dem Gebäude untergebracht und verließ es aufgrund des damaligen schlechten baulichen Zustands und fehlender finanzieller Mittel diese zu beheben. Zwecks privatwirtschaftlicher Nutzung wurde die Old West Salem City Hall renoviert und am 1. Juni 1990 in das National Register of Historic Places aufgenommen.